# Burkhard Vogt
Burkhard Vogt (* 23. Dezember 1955) ist ein deutscher Vorderasiatischer Archäologe.
Burkhard Vogt studierte zwischen 1974 und 1985 Vorderasiatische und Klassische Archäologie sowie Ethnologie an der Universität Göttingen. Dort wurde er 1985 mit der Arbeit Zur Chronologie und Entwicklung der Gräber des späten 4.–2. Jahrtausends vor Christus auf der Halbinsel Oman. Zusammenfassung, Analyse und Würdigung publizierter wie auch unveröffentlichter Grabungsergebnisse promoviert. 1987/88 forschte er als Resident Archaeologist der Regierung von Ra’s al-Chaima in den Vereinigten Arabischen Emiraten. Danach wurde er Referent der Außenstelle Sanaa des Deutschen Archäologischen Instituts. Zwischen 1994 und 2000 leitete er die Abteilung, bevor ihm Iris Gerlach nachfolgte. Im Jahr 2000 wurde er Erster Direktor der Kommission für Archäologie Außereuropäischer Kulturen (bis 2005 noch Kommission für Allgemeine und Vergleichende Archäologie (KAVA)) des Deutschen Archäologischen Instituts in Bonn. 2021 trat er in den Ruhestand. Vogt nimmt seit 1974 an Ausgrabungen im Vorderen Orient, insbesondere in Oman, dem Irak, den Vereinigten Arabischen Emiraten und dem Jemen teil.

## Schriften
- Zur Chronologie und Entwicklung der Gräber des späten 4.-2. Jahrtausends vor Christus auf der Halbinsel Oman: Zusammenfassung, Analyse und Würdigung publizierter wie auch unveröffentlichter Grabungsergebnisse. Dissertation Göttingen 1985.
- mit Ute Franke-Vogt: Shimal 1985/1986. A preliminary report  (= Berliner Beiträge zum vorderen Orient. Band 8). Reimer, Berlin 1987, ISBN 3-496-00907-1.